# Quirin Emanga
Quirin Emanga Noupoue (* 3. Oktober 2000 in Wissembourg) ist ein deutscher Basketballspieler kamerunischer Abstammung. Er stand bis 2019 im Bundesliga-Kader von MHP Riesen Ludwigsburg, bevor er an die Northeastern University in Boston wechselte. 2022 kam er nach Deutschland zurück.

## Laufbahn
Emanga kam in Wissembourg nahe der deutsch-französischen Grenze zur Welt. Er spielte in der Jugend von Post Südstadt Karlsruhe und TV Marbach, ehe er zur BSG Ludwigsburg wechselte. Zu den Einsätzen im Jugendbereich kamen in Ludwigsburg Spiele in der BSG-Herrenmannschaft in der 2. Regionalliga. Zur Saison 2017/18 gelang ihm der Sprung in das erweiterte Aufgebot des Bundesligisten MHP Riesen Ludwigsburg, während er weiterhin in der Jugend und in der 2. Regionalliga Einsatzzeit und Erfahrung sammelte. Anfang Dezember 2017 gewährte ihm Ludwigsburgs Trainer John Patrick im Spiel gegen Göttingen einen ersten Kurzeinsatz in der Basketball-Bundesliga. Im August 2018 wurde Emanga deutscher U18-Meister in der Basketball-Variante „3-gegen-3“.
Anfang April 2019 vermeldete die in Boston im US-Bundesstaat Massachusetts gelegene Northeastern University, Emanga werde an der Hochschule ein Studium aufnehmen und ab der Saison 2019/20 die Basketball-Mannschaft der Uni verstärken. Er blieb bis 2022 in den Vereinigten Staaten, kam in der Hochschulmannschaft aber wenig zum Einsatz. In insgesamt 16 Spielen erzielte Emanga im Schnitt 2,6 Punkte.
Im Sommer 2022 holte ihn der deutsche Drittligist RSV Eintracht 1949, dem er bis zum Ende des Spieljahres 2022/23 angehörte.

### Nationalmannschaft
Im Sommer 2016 nahm Emanga mit der deutschen U16-Nationalmannschaft an der Europameisterschaft in Polen teil, im Mai 2018 wurde er in der Basketball-Variante „3-gegen-3“ in die U18-Nationalmannschaft berufen. 2019 stand er in der herkömmlichen Basketball-Spielart („5-gegen-5“) im Aufgebot der U20-Nationalmannschaft.